# Maicon de Andrade
Maicon de Andrade Siqueira (Ribeirão das Neves, 9 de janeiro de 1993) é um taekwondista do Brasil. Ele ganhou medalhas de bronze nos Jogos Olímpicos de 2016, no Mundial de Taekwondo de 2019 e nos Jogos Pan-Americanos de 2019. Maicon é o primeiro taekwondista brasileiro a ganhar uma medalha em Olimpíadas entre os homens. E o único atleta brasileiro a ganhar medalhas em todos os eventos do esporte.

## Biografia

### Inicio
Nascido em Justinópolis, distrito de Ribeirão das Neves, em Minas Gerais, Maicon é o caçula de 12 filhos - quatro já falecidos - de um taxista e uma dona de casa. Incentivado por sua única irmã, que fazia capoeira, e por sua mãe que queria manter o menino agitado sob controle inscrevendo-o em aulas de artes marciais, Maicon se empolgou com o Taekwondo, iniciando seus treinamentos em dias de terças e quintas no Projeto Mestre Bento no ano de 2007 (parceria com a Secretaria de Esportes de Ribeirão das Neves); paralelo aos treinamentos do Projeto, passou a frequentar a União Academia, onde treinava com a equipe de competição do local, orientado pelo Mestre Bento, chegando à faixa preta em dezembro de 2011. Com dificuldades financeiras, aos dezoito anos trabalhava de segunda à sexta-feira como auxiliar de pedreiro e aos sábados de garçom. Chegou também a dar aulas de Taekwondo na Escola Estadual Francisco Labanca, onde estudou. Com o pouco dinheiro que sobrava, pagava as suas inscrições para campeonatos de Taekwondo, até que em 2013 despertou o interesse dos irmãos Clayton e Reginaldo dos Santos, técnicos da academia Two Brothers Team em São Caetano do Sul, após seu desempenho nos Jogos Abertos do Interior de 2012.
Após sete meses da chegada a São Paulo para representar a Associação Desportiva São Caetano, Maicon já disputava a seletiva para a Seleção brasileira. Tendo terminado apenas o primário até o momento, fez supletivo, entrou para a Aeronáutica do Brasil para conseguir o patrocínio militar, e começou a estudar Geografia na Faculdade Anhanguera.

### 2015-2016
Em 2015 tem a oportunidade de disputar a Universíade de verão de 2015, em Gwangju na Coreia do Sul, venceu as suas três primeiras lutas na competição, Abubakar Abdulrahman, nigeriano e Arman-Marshall Silla, bielorrusso. E nas quartas de finais enfrentou o mexicano Erick Gutierrez. Acabou perdendo as semifinais para o atleta da casa, Yoonkeun Park, assim acabou recebendo a medalha de bronze Por uma disputa entre a Confederação Brasileira de Taekwondo (CBTKD) e a Two Brother Team, acabou deixado de fora da equipe que iria para os Jogos Pan-Americanos de 2015 em Toronto, Canadá.
Em janeiro de 2016 disputou a primeira seletiva brasileira para disputar os Jogos Olímpicos de Verão de 2016. Em março participa da última parte da seletiva brasileira, vence sete de oitos lutas e classifica-se para o Rio 2016.

### Jogos Olímpicos Rio 2016

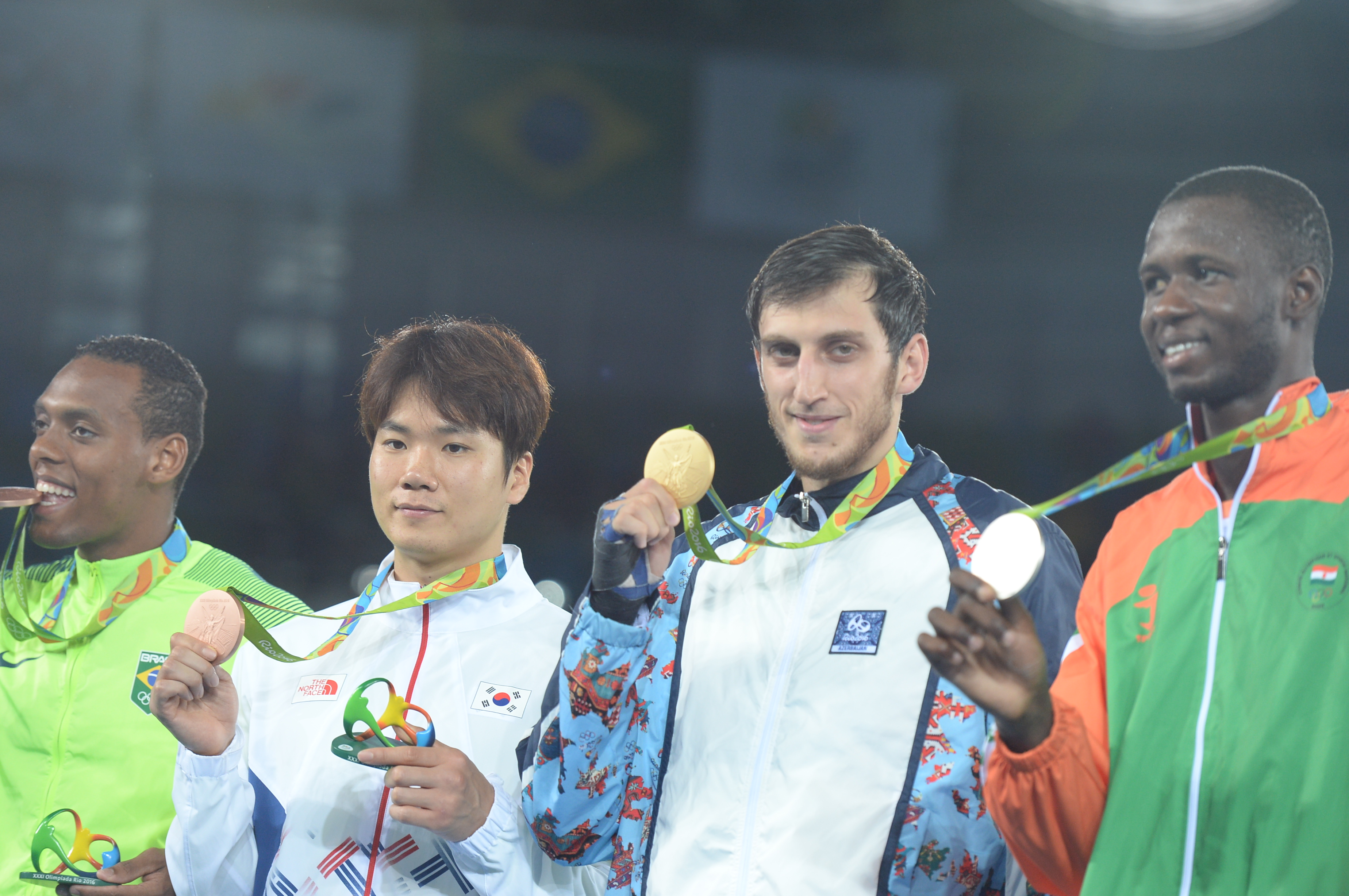
Medalhistas dos Jogos Olímpicos de 2016.

Nas Olimpíadas, venceu a sua primeira luta contra o norte-americano Stephen Lambdin, nas quartas de finais perdeu para o atleta do Níger, Abdoul Razak Issoufou. Quando o nigerino se classificou para a final, Andrade pôde disputar a repescagem. Após vencer o francês M’Bar N’Diaye, foi para a disputa do bronze contra Mahama Cho, do Reino Unido, e venceu por um ponto após golpes no final. Maicon acabou ganhando a medalha de bronze, sendo o primeiro taekwondista masculino brasileiro a conquistar uma medalha olímpica, e a segunda conquista do Brasil no esporte após Natália Falavigna levar o bronze em Pequim 2008.

### 2016-2020
No Campeonato Mundial de Taekwondo de 2017, Maicon quase conquistou uma medalha, chegando às quartas de final, mas sendo eliminado por Abdoul Razak Issoufou.
Na Universíada de 2017, Maicon chegou à final, mas não pôde competir devido a uma contratura muscular na região lombar, ficando com a prata.
Nos Jogos Sul-Americanos de 2018 conquistou a medalha de ouro na modalidade +80 kg.
No Campeonato Pan-Americano de Taekwondo de 2018, realizado em Spokane, EUA, Maicon conquistou a medalha de bronze.
No Campeonato Mundial de Taekwondo de 2019, Maicon alcançou o melhor resultado de sua carreira nos mundiais ao obter a medalha de bronze.
No Jogos Pan-Americanos de 2019, após derrotar o equatoriano Jesus Perea na disputa pelo terceiro lugar, conquistou o bronze na categoria acima de 80 kg.

### Jogos Olímpicos de Tóquio 2020
Apesar de ter conquistado o bronze no Mundial de 2019, Maicon Andrade não foi convocado para o pré-olímpico em março de 2020. Cada país pode enviar apenas dois atletas para o pré-olímpico, apesar do taekwondo ter quatro categorias nas Olimpíadas. A Confederação Brasileira de Taekwondo convocou Ícaro Miguel (até 80kg) e Edival Pontes (até 68kg). Maicon, Ícaro e Edival fecharam o ranking da classificação olímpica mundial em nono lugar nas respectivas categorias, e, subjetivamente, Maicon foi cortado do pré-olímpico. Maicon acionou a Justiça contra a Confederação Brasileira de Taekwondo, mas não obteve a vaga olímpica.

### 2021-2024
No Campeonato Pan-Americano de Taekwondo de 2022, realizado em Punta Cana, Maicon obteve seu segundo bronze em Pans de Taekwondo.
No Campeonato Mundial de Taekwondo de 2022, Maicon esteve perto de obter sua segunda medalha mundial, mas foi eliminado nas quartas de final.
No Campeonato Mundial de Taekwondo de 2023, Maicon, segundo melhor do ranking mundial, estreou contra o argentino Agustín Alves, com o brasileiro vencendo em dois rounds, com 3/1 e 6/5. Em seguida, o medalhista olímpico enfrentou o britânico Caden Cunnigham e perdeu por 2 a 1 (2/0, 0/2 e 1/1).
No Jogos Pan-Americanos de 2023, a equipe brasileira formada por Maicon Andrade, Edival Pontes e Paulo Melo conquistou uma medalha de ouro inédita para o país, após uma grande reviravolta sobre Cuba nas semifinais, com triunfo por 76 a 60, e uma vitória sobre o Chile por 48 a 16, onde a seleção brasileira triunfou diante dos barulhentos torcedores que frequentavam o Centro de Deportes de Contato. 